# Mieczysław Nitecki
Mieczysław Nitecki ps. „Kiliński” (ur. 14 listopada 1886 w Kaliszu, zm. 1944 (?) – major intendent z wyższymi studiami wojskowymi Wojska Polskiego. 

## Życiorys
Urodził się 14 listopada 1886 w Kaliszu, w rodzinie Mieczysław i Berty. 12 września 1915 został mianowany chorążym, a 1 grudnia 1916 awansowany na podporucznika w Żandarmerii Polowej. 1 lipca 1916 pełnił służbę w Oddziale Rekrutów Kompanii Uzupełnień Nr 3, której komendantem był kapitan Jan Skorobohaty-Jakubowski. W kwietniu 1917 pełnił służbę w c. i k. Komendzie Legionów Polskich. 13 czerwca 1917, w zastępstwie kapitana Stanisława Krzaczyńskiego, powierzono mu kierownictwo Więzienia Legionów Polskich w Warszawie. 15 października 1918 Rada Regencyjna Królestwa Polskiego zatwierdziła jego awans na rotmistrza żandarmerii polowej. Pełnił wówczas służbę w Zakładzie Karnym. 9 stycznia 1919 został przeniesiony z Sekcji Gospodarczej Ministerstwa Spraw Wojskowych w Warszawie do Żandarmerii Polowej. 
1922 został zweryfikowany w stopniu kapitana ze starszeństwem z 1 czerwca 1919 i 6. lokatą w korpusie oficerów rezerwowych intendentów, zatrzymany w służbie czynnej i przydzielony do Kierownictwa Rejonu Intendentury Grodno. W 1924, w dalszym ciągu jako oficer rezerwowy zatrzymany w służbie czynnej, pełnił obowiązki dowódcy 3 Oddziału Służby Intendentury w Grodnie. Z dniem 1 maja 1925 został przemianowany na oficera zawodowego w stopniu kapitana ze starszeństwem z 1 lipca 1919 i 1. lokatą w korpusie oficerów intendentów. Pełnił wówczas służbę w Departamencie VII Intendentury Ministerstwa Spraw Wojskowych. 7 września 1925 Prezydent RP zatwierdził jego zmianę stopnia i starszeństwa na liście starszeństwa oficerów zawodowych, z kapitana na majora ze starszeństwem z 1 lipca 1919 i 3,5. lokatą w korpusie oficerów intendentów. W kwietniu 1928 został przeniesiony do 7 Batalionu Administracyjnego w Poznaniu na stanowisko dowódcy batalionu. Z dniem 30 listopada 1932 został przeniesiony w stan spoczynku. W 1934 pozostawał w ewidencji Powiatowej Komendy Uzupełnień Poznań Miasto.
1 lutego 1932 przeprowadził się z Poznania do Swarzędza, gdzie od 19 czerwca 1931 mieszkała już jego rodzina.
Mieczysław Nitecki był żonaty z Wandą z Ulatowskich (ur. 27 października 1890), z którą miał dwóch synów: Romana (1913–1939), podporucznika kawalerii Wojska Polskiego, kawalera Orderu Virtuti Militari i Napoleona (ur. 24 sierpnia 1914).

## Ordery i odznaczenia
- Krzyż Niepodległości – 15 czerwca 1932 „za pracę w dziele odzyskania niepodległości”[15]
- Krzyż Walecznych